# Ornithion brunneicapillus
Tiraninho-de-barrete-castanho ou poaieiro-de-coroa-parda (Ornithion brunneicapillus) é uma espécie de ave da família Tyrannidae.
Pode ser encontrada nos seguintes países: Colômbia, Costa Rica, Equador, Panamá e Venezuela.
Os seus habitats naturais são: florestas subtropicais ou tropicais húmidas de baixa altitude e florestas secundárias altamente degradadas.